# Solosancho
Solosancho és un municipi de la província d'Àvila, a la comunitat autònoma de Castella i Lleó. Limita al sud i est amb Sotalbo, al Nord-est amb Niharra, al nord amb Muñogalindo i Santa María del Arroyo, al nord-oest amb La Torre i a l'oest amb La Hija de Dios.

## Demografia
| 1991 | 1996 | 2001 | 2004 |
| ---- | ---- | ---- | ---- |
| 1200 | 1100 | 1062 | 1032 |